# アメリカお宝鑑定団ポーンスターズ
『アメリカお宝鑑定団ポーンスターズ』（アメリカおたからかんていだんポーンスターズ、原題：Pawn Stars）は、ヒストリーチャンネルで2009年より放送されている質屋を舞台にしたリアリティ番組である。

## 概要
- ネバダ州ラスベガスで親子三代で「ゴールド＆シルバー質店」(Gold & Silver Pawn Shop)を営むハリソン一家。そしてそに持ち込まれる様々な品物を、歴史的背景やストーリーを織り交ぜながら、その品物についての買い取りや、質入れの値段交渉の様子を放映するリアリティー・ショーである。

- 一部の話数は日本のヒストリーチャンネルの公式Youtubeチャンネルにて、無料で配信されている。これは「supported by お宝発見 マンガ倉庫」として、日本の実在の質店がスポンサーとなっているから実現したものである。

### スピンオフ番組
この番組はシーズン15を超えるヒット作となった事で、さまざまなスピンオフ番組や派生番組が制作された。
- 『アメ車カスタム専門 カウンティング・カーズ』（原題：Counting Cars）

当番組に車・バイクの専門家として出演しているダニーとその店を舞台にした番組。
- 『アメリカン・ビンテージ大修復!ビフォー&アフター』（原題：American Restoration）

当番組にアンティーク＆レストアの専門家として出演しているリック・デールとその店を舞台にした番組。
- 『ケイジャンお宝鑑定団 ポーン・スターズ』（原題：Cajun Pawn Stars）

アメリカ南部のルイジアナ州アレクサンドリアの質屋兼ジュエリーショップ「シルバー・ダラー」を舞台にした番組。
- 『イギリスお宝鑑定団 ポーン・スターズ』（原題：Pawn Stars UK）

イギリスの質屋を舞台とした番組。
- 『オーストラリアお宝鑑定団 ポーン・スターズ』（原題：Pawn Stars Australia）

2015年7月21日に放送が開始されたオーストラリアの質屋を舞台とした番組。

## キャスト
リック・ハリソン Richard Kevin "Rick" Harrison
声 - 大羽武士
愛称は「旦那」。「親父」リチャードの息子であり、「若旦那」コーリーの父親。23歳のときに父親とともにゴールド＆シルバー質店を開業した。鋭い鑑定眼で品物を鑑定し、得意ジャンルは歴史物全般。特に1700～1800年代の英国海軍ものを好む。
リチャード・ハリソン Richard Benjamin "The Old Man" Harrison
声 - 藤吉浩二
愛称は「親父」。1989年に息子のリックとともに質店を開業。20年の海軍経験がある。得意ジャンルはクラシックカー。店ではPCの前で居眠りしていたり、ソリティアをしていたり、お気に入りの車をネットで物色していたりすることが多い。誰よりも朝早く出勤し、店では必ずスーツ。
2017年7月31日に放映されたシーズン14第502回「"Business is Brewing"」で店を退職したことが言及された。
2018年6月25日に、ヒストリーチャンネルジャパンの公式SNSにおいて、死去したと告知された。
コーリー・ハリソン Richard Corey "Big Hoss" Harrison
声 - 久保智史→宮本崇弘
愛称は「若旦那」。9歳の頃から宝石磨きで店を手伝い、現在はショップマネージャー職にある。買い取り額や店のことで父や祖父と対立することもしばしば。一時は体重180キロを越す巨漢だったが、チャムリーと共にダイエットをしたため、現在では120キロ程にまで減量している。
チャムリー Austin "Chumlee" Russell
声 - 松島昭浩
コーリーの幼馴染で親友。本名は「オースティン・ラッセル」で、「チャムリー」は愛称。若い頃から出入りしていたハリソン家を手伝うかたちで、21歳の頃から店を手伝っている縁で、（ハリソン一家ではない他の従業員とは異なり）家族同然の扱いを受けている（誕生日にハリソン一家より中古大型バイクをプレゼントされるなど）。店ではムードメーカーであり、ボケ役。一見取り柄がないようだが、ピンボールマシンやスニーカーについては豊富な知識を持ち、コーリーもバスケットシューズの交渉はチャムリーに任せている。ゲーム好きで、店に持ち込まれたゲームマシンで遊ぶことも。以前はコーリーに劣らぬ巨漢だったが、コーリーと共に34キロの減量に成功した。
アントワン・オースティン Antwaun Austin
店の警備員。巨体の持ち主。買い取りを学ぶためにチャムリーに弟子入りしたこともある。

### 主な専門家
質屋に持ち込まれる品物には、リックだけでは真贋つけ難いものも多い。そこで、外部からその品物に関する専門家を呼び、詳細な鑑定を依頼している。以下は多く登場するその道の専門家。
リック・デール Rick Dale
声 - 小柳良寛
アメリカン・アンティークの専門家。レストアの達人で、ラスベガスでレストア専門店「リックズ・レストレーション」（Rick's Restoration）を経営。スピンオフ番組『アメリカン・ビンテージ大修復！ビフォー＆アフター』（American Restoration）では主役を務める。質店で買い取った品物を修復するために持ち込まれることが多く、その都度高い完成度で品物を当時のままの姿で再現する。
ダニー・コーカー Danny Koker
声 - 菊池康弘
車・バイクの専門家。ラスベガスで車とバイクのカスタムショップ「カウンツ・カスタムズ」（Count's Kustoms）を経営。スピンオフ番組『アメ車カスタム専門 カウンティング・カーズ』（Counting Cars）では主役を務める。
マーク・ホール・パットン Mark Hall Patton
声 - 高松直輝
20世紀の歴史と物の専門家。クラーク郡文化博物館とハワード·W·キャノン航空博物館の元館長だった。しかし、あるシーズンからは館長の仕事は辞めており、現在では単に『物知りヒゲおじさん』とだけ表記されている。品物の真贋判定はするものの歴史的意義を重視し、ほとんどの品物には値段を付けない。
ダナ・リネット Dana Linett
声 - 声：高松直輝
初期アメリカ史の専門家。アメリカ史に関するオークション会社の社長。
ドリュー・マックス Drew Max
筆跡鑑定士。サイン鑑定の専門家。
ョーン・リッチ Sean Rich
アンティーク武器と装備の専門家。特に16世紀から18世紀が専門。
マーク・アレン Mark Allen
西部開拓時代の専門家。
ジェシー・アモロソ Jesse Amoroso
弦楽器の専門家。
クレイグ・ゴットリーブ Craig Gottlieb
銃器とミリタリーアンティークの専門家。
マレー・ソーチャック Murray SawChuck
手品と手品の歴史の専門家。手品師。
ジェレミー・ブラウン Jeremy Brown
スポーツの記念品とカードの専門家。
マシュー・C・ショータル Matthew Shortal
航空専門家。パイロット。
ジョニー・ヒメネス Johnny Jimenez
ヴィンテージおもちゃの専門家。
レベッカ･ロムニー Rebecca Romney
声 - 松浦裕美子
古書・稀覯書の専門家。

## エピソード
1. (s1) 中世騎士の兜
2. 19世紀の大砲
3. 1861年製サーベル
4. 1849年型コルト・リボルバー
5. 1962年式リンカーン・コンチネンタル
6. 1951年ヤンキースのサインボール
7. 1950年代 コカ・コーラ自動販売機
8. 1750年型ラッパ銃
9. 第二次世界大戦中 ドイツ軍の銃剣
10. 1929年式フォード クーペ
11. インディ・ジョーンズの鞭?
12. パイパー・エアクラフト社の飛行機
13. PLAYBOY誌コレクション
14. 1982年式ハーレーダビッドソン
15. (s2)開かずの宝箱
16. リンドバーグ号のプロペラ
17. 1965シェルビー・コブラ
18. 1960年製ギブソン・レスポール
19. 年代物!ルイ・ヴィトンのトランク
20. 南北戦争時代の銃
21. 15世紀の戦斧
22. アンティーク計算機
23. 1996年製ハーレー ロードキング
24. ジャガー・ルクルトの置時計
25. 1901年製エジソン蓄音機
26. ヴィンテージのルーレット盤
27. タージ・マハルのお宝
28. PEZコレクション
29. (s3)パワーレンジャーの実物大フィギュア
30. セグウェイ
31. 1886年製ウィンチェスターライフル
32. シュワイザーのヘリコプター
33. 銀細工師ポール・リビアのスプーン
34. 42年型 サロレア・バイク
35. アンティークの日時計
36. 米軍の火炎放射器
37. 旧ソ連の核ミサイル発射キー
38. ルー・ゲーリッグのサイン入りジャージ
39. グラミー賞のトロフィー
40. 1964年製オースチン・ヒーレー
41. 手彫りの木製バイク
42. F.ルーズベルトのホーム・ビデオ
43. クリスマス特別編
44. 1884年式コルト・リボルバー
45. 1965年製シェビー インパラ
46. 「007/ゴールドフィンガー」の台本
47. 難破船の金塊
48. 1967年製フォード F100
49. ビンテージ オフロード・バイク
50. マリリン・モンロー表紙!プレイボーイ創刊号
51. フィリピンの蛇行剣 クリス
52. もぐり酒場のルーレット
53. 第二次大戦時の戦闘機
54. ウッドストック‘69の契約書
55. (s4) 威力抜群の臼砲
56. 1857年製 レミントンの銃
57. アポロ16号の旗
58. カーネル・サンダースのスーツ
59. シュウイン社ブラックファントム
60. 「トランスフォーマー」のコレクション
61. 魅惑のピープショー・マシン
62. ドンペリ1921
63. 1950年代のガイガーカウンター
64. ジャングルの干し首
65. ジョン・ウェインの帽子
66. 1973年製ジープCJ5
67. G.I.ジョーのフィギュア
68. 化石コレクション
69. キャンピング・カー
70. ドラッグレース・カー
71. 欠
72. (s5)1941年製M3偵察用装甲車
73. 巨大なロボザウルス
74. 年代物のUFOキャッチャー
75. ストラディバリウスのバイオリン
76. HUMMERのラジコン
77. 戦後の日本製おもちゃ
78. 50年前の電気自動車
79. ギブソンのビンテージ・マンドリン
80. ジミ・ヘンドリックス直筆の歌詞
81. スポーツ・イラストレイテッド創刊号
82. ジャガーXJ6
83. ニュートン所有の本
84. 1974年製ロータス・ヨーロッパ
85. ロサンゼルス・オリンピックの金メダル
86. 破格のスパイダーマン原画
87. バットモービル
88. 40年代ケロッグのおまけ
89. (s6)伝説の騎手のブーツ
90. ピカソのエッチング
91. ジェミニ宇宙船の豪華サイン入り写真
92. 「スター・ウォーズ」のプレミア・ポスター
93. 一人乗り潜水艇
94. 義眼コレクション
95. 70年式HONDA Z600
96. コカ・コーラ仕様のGMCキャンピングカー
97. ヘレン・ケラーのサイン入りレター
98. ノルマンディー上陸作戦の見取り図
99. プレイボーイのバニー・ガール衣装
100. 1890年代のコルト45
101. 1937年製リッケンバッカーのギター
102. 南北戦争時の北軍ジャケット
103. リンカーン暗殺者の指名手配ポスター
104. 第1次大戦時の海兵隊ヘルメット
105. 1915年製 フォード モデルTのタクシー
106. S.マックイーンのインディアン・バイク
107. ヘミングウェイ・コレクション
108. 「スタートレック」コレクション
109. 「ゴッドファーザー」アル・パチーノのサイン入り台本
110. ミリタリースーツ「Haloアーマー」
111. 鑑定!幻のシボレー
112. 無法者ジョン・W・ハーディンの名刺
113. ビンテージの電話ボックス
114. ライト兄弟の署名コレクション
115. (s7) ホッチキス社のガトリング砲
116. 1970年式シボレー・インパラ
117. 伝説の競走馬セクレタリアトの蹄鉄
118. ポルシェ・911 カレラのエンジン
119. エルビス・プレスリーのネックレス
120. 1830年代のパーカッション銃
121. 道路を走る海賊船
122. ディーン・マーティンのパター
123. 第二次大戦時の爆撃照準器
124. 1861年ギャンブル・セット
125. ロイヤル・ライダーズのユニフォーム
126. ハロウィーン・スペシャル
127. ソビエト戦闘機 L39アルバトロス
128. リンカーンの署名入りドキュメント
129. 2004年のスーパーボウル・チャンピオンリング
130. LEVI’Sのヴィンテージ・ジャケット
131. 1962年式マイティ・マイト
132. 1924年式ダッジ・ブラザーズのセダン
133. ティファニー×ソニーのウォークマン
134. 1937年式オールズモービル
135. 3輪バイク「トライク」
136. 「バック・トゥ・ザ・フューチャーPARTII」のNIKE
137. (s8) ヴィンテージのダンヒル・ライター
138. 日本製の空襲警報サイレン
139. 視力検査用キット
140. 1920年代のリンドバーグの人形
141. 伝説的バンドのサイン入りギター
142. 1970年代のミニバイク・コレクション
143. ジミ・ヘンドリックス 伝説ライブのポスター
144. 第二次世界大戦時の米軍ジャケット
145. 初版!スパイダーマンのコミック
146. ギブソンSG レス・ポール・カスタム
147. 本物!?マフィア・ボスのリング
148. 1950年代の日本のブリキおもちゃ
149. 殿堂入り投手のベースボール・カード
150. 大統領のゴルフボール
151. F・ルーズベルトのドキュメンタリーフィルム
152. シュタイフ社の等身大ベア
153. ビンテージのレスリー・スピーカー
154. 第二次大戦の戦闘機 AT-6テキサン
155. コレクター必見!ロビー・ザ・ロボット
156. 任天堂ゲームウォッチ・コレクション
157. ウェルズ・ファーゴのショットガン
158. (s9) 1932年のNFLプログラム
159. 1930年代シカゴ警察直通電話
160. 1978年式リンカーン・コンチネンタル
161. 1955年式シボレー・ピックアップ
162. Levi’s ヴィンテージのジーンズ
163. 1961年式メルセデス・ベンツ190
164. テキサス共和国の紙幣セット
165. ベンツの特殊車両ウニモグ
166. ビッグバン大砲のおもちゃ
167. 人気ペインターのジョン・レノン
168. 銀塊100ポンド
169. ビンテージの大量ピンバッジ
170. アンティークの「ダッチ・スケール」
171. 1955年式GMCトラック
172. 1918年式ビュイック・ツーリング・クーペ
173. 映画「フリージャック」のタクシー
174. アンディ・ウォーホルの絵画
175. マリー・アントワネットのボタン
176. 動物剥製コレクション
177. 1868年製 スミス&ウェッソンのピストル
178. 1995年 MLBのチャンピオンリング
179. (s10)ビンテージ!1970年 シャトー・ペトリュスの赤ワイン
180. 1968年式 ブリット・マスタング
181. 俳優トニー・カーティスの油絵
182. 激レア!野球選手ジョー・ジャクソンのサイン本
183. 1958年式パッカード・ベーカー
184. ハーレー・ダビッドソン プレゼント大作戦 (前編)
185. ハーレー・ダビッドソン プレゼント大作戦(後編)
186. 1966年式ホンダCB16
187. 俳優ジョン・ウェインの卒業アルバム
188. 18世紀のオニキス・ダイヤ眼鏡
189. ベーブ・ルース 投手時代の野球カード
190. 1949年式ハドソン コモドール
191. ヴィンテージのBBQセット
192. ラスト・サムライ
193. 1956年式シボレー ドラッグ・レースカー
194. ガンズ・アンド・ローゼスの運転免許証
195. 1950年代のペプシ自販機
196. 忍者の手裏剣
197. 世紀の一戦!アリVSフォアマンのポスター
198. ダリの絵画
199. 1978年式　フィアット・スパイダー
200. ヴィンテージのクロスボウ
201. 1925年製 ギブソンのバンジョー
202. 「トム・ソーヤーの冒険」作家の格言
203. ピカソのリトグラフ
204. NBAスターのユニフォーム
205. シドニー五輪のホバークラフト
206. ダリのシルバー彫刻
207. スパイダーマン原作者のスケッチ
208. 50年代・殺人事件裁判の法廷画
209. (s11) 黄金のファミコン・ソフト
210. 必見!NIKE・コレクション
211. 80年代キャラクター腕時計コレクション
212. 1932年式 フォード・ロードスター
213. 人気SF映画に登場した小道具
214. 古代都市ティルスの硬貨
215. 600年前の古本
216. ケネディの選挙応援グッズ
217. ケネディの木製シガーボックス
218. ミロとシャガールのリトグラフ
219. (s12) 1900年代初頭のブリキのおもちゃコレクション
220. F16戦闘機パイロットスーツとワッペン
221. KISSのサイン入りゴールドディスク
222. アメリカ副大統領の署名入り小切手
223. 1800年代スイス製ドクサ懐中時計
224. ジョン・ウェイン使用 騎兵隊の剣
225. カスタム仕様ハーレーダビッドソン
226. アメリカ大統領のサイン入り写真
227. ナポレオンの公印入り書簡
228. 小説海底二万里の初版本
229. ポール・マッカートニーのサイン入りギター
230. スペースシャトルのトイレ
231. シナトラのサイン入りペナント
232. NYヤンキースの記念スパイク
233. S・マックイーン映画登場のアメ車
234. 発明家テスラのポエム
235. ドル紙幣のみほん
236. ゴーストバスターズのバックパック
237. 60年代ボンド・カーの玩具
238. リックのロンドン出張
239. ブルース・ブラザースの車
240. 初期ストーンズのサイン入り写真
241. ラスベガスの犯罪者記録
242. 1969年式 シボレー・カマロZ28
243. 「ゴッド・ファーザー」の小道具
244. プレスリーの特注コート
245. 30年代ブリキのロケット
246. ナチスの暗号機「エニグマ｣
247. 1961年式フェンダー・ストラトキャスター
248. 冷戦時代のソビエト軍将官の軍服
249. モハメド・アリ 自作の絵
250. 1977年製 アメフトの電子ゲーム機
251. 年代もののスロットマシン
252. 「血の日曜日事件」のゴム弾
253. 古本｢トム・ソーヤーの冒険｣
254. 東ローマ帝国時代の古銭
255. 初代大統領ワシントンの書簡
256. 飛行家リンドバーグのブリーフケース
257. 南北戦争の手術用ノコギリ
258. 1951年式 カスタム仕様ハーレー
259. 1866年出版「トランプの遊び方」
260. 鑑定書付きの日本刀
261. ポーン・スターズ流クリスマス(前編)
262. ポーン・スターズ流クリスマス(後編)
263. 1959年式 近未来自転車のペダル
264. 1967年式ランブレッタ・スクーター
265. マリリン・モンロー直筆のポエム
266. 刑務所で使用!ギャンブル用コイン
267. ハリウッド俳優のカスタム・バイク
268. サイン入りエア・ジョーダン
269. 60年代のNASAジェットパック
270. ビートルズとマネージャーの契約書
271. 50年代のピストル玩具セット
272. チャップリンの運転免許証
273. 19世紀 鉄製の棺
274. レトロ消防服の備品
275. (s13)NFL選手のサイン入りフットボール
276. ピノキオの年代物フィギュア
277. ベーブ･ルースのサイン入り小切手
278. アメリカ騎兵隊の旗
279. フリーメイソンの剣
280. 殿堂入りNFL選手のユニフォーム
281. ジミ･ヘンドリックスのギター
282. 1960年式フォルクスワーゲン タイプ2
283. フィリックス・ザ・キャットの玩具
284. モズライト社のビンテージ・ギター
285. マリリン・モンローの解雇通知書
286. 19世紀の手のひらサイズ拳銃
287. スパイ映画で使用?アタッシュケース
288. 1965年式 ビュイック・リヴィエラ
289. ポーランドの白鷲メダル
290. アイゼンハワー大統領のフィギュア
291. スティーヴン・タイラーのオルガン
292. 親父の思い出、海軍グッズ
293. 1956年式ビュイック
294. 1920年代のアーケードゲーム
295. リンカーン 大統領選ポスター
296. 1930年代 ロールス・ロイスのエンブレム
297. SFロボット R2-D2型の自販機
298. 1940年式インディアンのサイドカー
299. ジョンソン大統領の署名ペン
300. レトロな消防用放水器
301. (s14)40年代巨大航空機の木製パーツ
302. いかさまポーカー装置
303. 80年代のキャベツ畑人形
304. 映画「ハード・デイズ・ナイト」のチケット
305. 恐竜のたまご
306. 19世紀の5ドル金貨
307. ミステリアスな石
308. 19世紀の医療器具セット
309. 30年代の五つ子ちゃん人形セット
310. ジョン・F・ケネディのシガーケース
311. ダリのサイン入り絵画
312. 琥珀の中のタランチュラ
313. 60年代ハイテク腕ラジオ
314. ノルマンディー上陸の作戦マップ
315. (s15) 木製ボウリングボール
316. 19世紀のスロットマシン
317. 小説「ロリータ」の初版
318. 1912年製 米海軍の懐中時計
319. 冷戦時代のミサイル・パーツ
320. 1967年式 シェルビーG.T.350
321. ヴァイキングの硬貨
322. サバイバル仕様のカスタム・バン
323. プレイボーイ・クラブのメモラビリア
324. 1791年製の1セント硬貨
325. 不気味な大統領のキャンドル
326. 有名人のサイン入り絵葉書セット
327. JFKが議員達に宛てた書簡
328. 「アイ・ラブ・ルーシー」のネックレス
329. ペンタゴン作戦会議室の設計図
330. ジム・モリソン家の寝室ドア
331. 1947年式 シュウィン社のバイク
332. 第二次大戦 伝書鳩の筒
333. クラーク・ゲーブルのサイン入り手袋
334. アカデミー俳優の直筆ラブレター
335. 1940年代の豊胸器
336. ベートーヴェン楽譜初版本
337. ゴッホのリトグラフ
338. カート・コバーンのギターエフェクター
339. 太古の鳥ハヤブサのミイラ
340. 1800年代のスパイカメラ
341. ピアレス・ハーバード社の歯科用チェア
342. 木に埋もれた1800年代リボルバー
343. 清の第6代皇帝時代の陶磁器
344. ロサンゼルス・レイカーズのサイン入りバックパック
345. 思い出のアイテム
346. ディズニーランドの地球儀
347. 若きピート・タウンゼントの写真
348. コーリーとチャムリーの冒険記
349. マックィーンへの想い
350. 古代チベットのドア
351. 手強い交渉スペシャル
352. 初めてアメリカ大陸を横断した飛行機
353. 1960年代のビートルズの首振り人形
354. チャムリーの秘密の隠し場所
355. 1947年ワーリッツァー社のジュークボックス
356. ディズニーの絵コンテ
357. 歌うカウボーイのギター

番外:特別編 ラスベガスでクリスマス
A Very Vegas Christmas(19 Dec. 2013)